# Caterinovca, Stînga Nistrului
Caterinovca este satul de reședință al comunei cu același nume din Unitățile Administrativ-Teritoriale din Stînga Nistrului (Transnistria), Republica Moldova. La nord-est de sat este amplasată rezervația peisagistică Glubocaia Dolina, iar la sud se întinde rezervația naturală silvică Colohur.